# Volksrust
Volksrust is een plaats in de Zuid-Afrikaanse provincie Mpumalanga op de grens met de provincie KwaZoeloe-Natal.
Volksrust telt ongeveer 24.000 inwoners. Rondom de plaats zijn voornamelijk agrarische bedrijven. Belangrijke producten uit Volksrust zijn dan ook rundvlees, zuivel, mais, sorgo, wol en zonnebloemen.

## Subplaatsen
Het nationaal instituut voor de statistiek, Stats SA, deelt sinds de census 2011 deze hoofdplaats in in 2 zogenaamde subplaatsen (sub place):
Volksrust SP • Vukuzakhe.

## Geschiedenis
Volksrust is gesticht vlak bij de plek waar de Slag van Majuba plaatsvond, waarin de Boeren hun onafhankelijkheid van de Britten herwonnen tijdens de Eerste Boerenoorlog. Dorothea de Jager, dochter van Dirk Uys (een van de slachtoffers in deze strijd), noemde de plaats Volksrust. Mogelijk vanwege het feit dat de Transvaalse soldaten hier hadden gerust. Gedurende de Tweede Boerenoorlog bouwden de Britten een concentratiekamp in Volksrust, waar vele Boerenvrouwen en -kinderen zijn omgekomen.